# Milos Jenicek
Milos Jenicek (* 9. Oktober 1935 in Prag als Miloš Jeníček) ist ein kanadischer Mediziner und Epidemiologe tschechischer Herkunft. Er ist Vorreiter der klinischen Epidemiologie und der evidenzbasierten Medizin. Er schrieb das erste Buch über Meta-Analysen in der Medizin.

## Leben
Milos Jenicek studierte Medizin an der Karls-Universität in Prag. Im Rahmen des Prager Frühlings 1968 wanderte er zunächst nach Nordafrika aus und zog 1970 nach Montréal. Er ist Professor an der McGill University, Montréal (Kanada), der McMaster University in Hamilton, Ontario (Kanada) und der Université de Montréal (Kanada).

## Klinische Epidemiologie und evidenzbasierte Medizin
In Montréal fanden in den 1980er Jahren Treffen zur klinischen Epidemiologie statt, zu denen neben Milos Jenicek auch Vordenker der Medizin wie Alvan Feinstein oder David Sackett kamen; in dieser Zeit veröffentlichten alle drei grundlegende Bücher zur klinischen Epidemiologie. Es wurden Gedanken zur Weiterentwicklung der Medizin besprochen, die sich in den Beschreibungen einer evidenzbasierten Medizin niederschlugen. Milos Jenicek schrieb ein Buch über Fallberichte in der evidenzbasierten Medizin, kritisches Denken in der Medizin und medizinische Fehler.